# 5400 Anniewalker
5400 Anniewalker è un asteroide della fascia principale esterna. Scoperto nel 1989, presenta un'orbita caratterizzata da un semiasse maggiore pari a 3,086015 UA e da un'eccentricità di 0,152012, inclinata di 0,552190° rispetto all'eclittica. Ha un diametro di 10,623 km e un'albedo di 0,082.
Fa parte della famiglia di asteroidi Temi.